# Patrick M'Boma
Patrick Mboma (Douala, Camerún, 15 de noviembre de 1970) es un exfutbolista camerunés y uno de los máximos goleadores históricos de la selección de su país.

## Biografía
Mboma se formó en el París Saint-Germain y debutó profesionalmente con el Châteauroux durante su cesión al club. A lo largo de su carrera jugó en las ligas de Francia, Japón, Italia, Libia e Inglaterra hasta su retiro en 2005 jugando para el Vissel Kobe. 
Su mejor momento deportivo lo vivió en 2000 cuando fue elegido Futbolista africano del año.

## Selección nacional
Patrick Mboma es uno de los goleadores históricos de la Selección de fútbol de Camerún con la cual jugó un total de 56 partidos marcando 33 goles. Participó activamente de las coronaciones de su seleccionado en las Copas Africanas de Naciones de 2000 y 2002 y los Juegos Olímpicos de Sídney 2000. 
Además, jugó las Copas Mundiales de Fútbol de Francia 1998 y Corea-Japón 2002.

### Participaciones en Copas del Mundo
| Mundial              | Sede                  | Resultado    | Partidos | Goles | Prom. |
| -------------------- | --------------------- | ------------ | -------- | ----- | ----- |
| Copa Mundial de 1998 | Francia               | Primera fase | 3        | 1     | 0,33  |
| Copa Mundial de 2002 | Corea del Sur y Japón | Primera fase | 3        | 1     | 0,33  |

### Participaciones en Copa Africana de Naciones
| Copa                               | Sede                               | Resultado                          | Partidos | Goles | Prom. |
| ---------------------------------- | ---------------------------------- | ---------------------------------- | -------- | ----- | ----- |
| Copa Africana de Naciones 1998     | Burkina Faso                       | Cuartos de final                   | 3        | 0     | 0,00  |
| Copa Africana de Naciones 2000     | Ghana y Nigeria                    | Campeón                            | 6        | 4     | 0,67  |
| Copa Africana de Naciones 2002     | Mali                               | Campeón                            | 4        | 3     | 0,75  |
| Copa Africana de Naciones 2004     | Túnez                              | Cuartos de final                   | 4        | 4     | 1,00  |
| Total en Copa Africana de Naciones | Total en Copa Africana de Naciones | Total en Copa Africana de Naciones | 17       | 11    | 0,65  |

### Participaciones en Copa FIFA Confederaciones
| Copa                           | Sede                  | Resultado     | Partidos | Goles | Prom. |
| ------------------------------ | --------------------- | ------------- | -------- | ----- | ----- |
| Copa FIFA Confederaciones 2001 | Corea del Sur y Japón | Primera ronda | 3        | 1     | 0,33  |

### Participaciones en Juegos Olímpicos
| Torneo              | Sede      | Resultado      | Partidos | Goles | Prom. |
| ------------------- | --------- | -------------- | -------- | ----- | ----- |
| JJOO de Sídney 2000 | Australia | Medalla de Oro | 6        | 4     | 0,67  |

## Clubes
| Club                | País       | Año       |
| ------------------- | ---------- | --------- |
| LB Châteauroux      | Francia    | 1992-1994 |
| Paris Saint-Germain | Francia    | 1994-1995 |
| FC Metz             | Francia    | 1995-1996 |
| Paris Saint-Germain | Francia    | 1996-1997 |
| Gamba Osaka         | Japón      | 1997-1998 |
| Cagliari            | Italia     | 1998-2000 |
| Parma               | Italia     | 2000-2001 |
| Sunderland          | Inglaterra | 2002      |
| Al-Ittihad          | Libia      | 2002-2003 |
| Tokyo Verdy         | Japón      | 2003-2004 |
| Vissel Kobe         | Japón      | 2004-2005 |

## Palmarés

### Campeonatos nacionales
| Título                   | Club           | País    | Año  |
| ------------------------ | -------------- | ------- | ---- |
| Championnat National     | LB Châteauroux | Francia | 1994 |
| Copa de la Liga francesa | FC Metz        | Francia | 1996 |

### Copas internacionales
| Título                    | Club                        | Sede            | Año  |
| ------------------------- | --------------------------- | --------------- | ---- |
| Copa Africana de Naciones | Selección de Camerún        | Ghana y Nigeria | 2000 |
| Juegos Olímpicos          | Selección sub-23 de Camerún | Australia       | 2000 |
| Copa Africana de Naciones | Selección de Camerún        | Malí            | 2002 |

### Distinciones individuales
| Distinción                  | Año  |
| --------------------------- | ---- |
| Goleador de la J. League    | 1997 |
| Futbolista africano del año | 2000 |

| Predecesor: Nwankwo Kanu | Futbolista africano del año 2000 | Sucesor: El Hadji Diouf |